# Ráfaga
Ráfaga est un groupe de musique tropicale argentin. Les membres commencent à gagner en popularité en 1996 après la sortie de leur premier album Soplando fuerte.
Le groupe se caractérise à ses débuts par ses costumes et bagues médiévales, que la plupart de ses membres portent, et par sa musique, dont les paroles parlent généralement d'amour et de chagrin d'amour. Au cours de sa carrière artistique, ce groupe a collaboré avec des artistes tels que El Polaco, Daniel Cardozo, Jimena Barón, Dale Q'Va, le groupe espagnol Grupo Beatriz et la chanteuse mexicaine grupera Mariana Seoane, entre autres.

## Biographie

### Débuts et premiers albums (1994-2001)
Le groupe est né de l'imagination du claviériste et compositeur argentin Marcos Bustamante, qui a écrit l'intégralité du premier album du groupe. Peu après, il invite le remarquable musicien et chanteur argentin Antonio Ríos, à participer au financement du premier album du futur groupe. Afin de former le groupe, un casting a été organisé pour trouver des musiciens et des chanteurs pour former le groupe tropical, qui avait déjà le nom Ráfaga enregistré. C'est ainsi que les premiers membres ont été sélectionnés.Parmi les personnes choisies figurent le percussionniste Marcelo « Pollo » Rodríguez, la chanteuse Ariel Puchetta, le guitariste Raúl « Richard » Rosales, le bassiste Juan Carlos « Coco » Fusco, le pianiste de l'époque et futur manager du groupe, Mauro Piñeyro, le claviériste de l'époque, Sergio Aranda et le batteur Omar Morel.
En 1998, ils commencent à préparer leur troisième album, intitulé Imparables, sorti le 1er janvier 1999. Après leur dernière sortie, ils commencent à enregistrer leur quatrième album, intitulé Un fenómeno natural.
En 2000, ils arrivent au Chili pour participer pour la première fois au festival de Viña del Mar, où ils remportent leur première « mouette de platine » (gaviota de plata). Plus tard, leur première tournée européenne les conduit en Espagne, en Galice, à Barcelone et à Madrid ; à cela s'ajoutent leurs concerts au Teatro Gran Rex et au stade Luna Park. La même année, ils sortent leur quatrième album, Un fenómeno natural, et plus tard, le groupe remporte les prix Gardel dans leurs nominations pour le meilleur groupe tropical et Clave de Sol.
En 2001, ils se produisent à nouveau au Viña de Mar, où ils remportent leur deuxième « mouette de platine » (gaviota de plata) et leur première « mouette d'or » (gaviota de oro). Ils sortent leur cinquième matériel intitulé Otra dimensión la même année, qui comprend la chanson Agüita. Un an plus tard, le claviériste Mauricio « Maury » Juárez quitte le groupe pour entamer une carrière solo et forme ensuite un groupe de cumbia et de reprises appelé La Otra dimensión. À cette époque, le percussionniste, rappeur et frère de Mauro, Ulises Piñeyro, qui était membre d'autres groupes de cumbia comme Red et El Avance, rejoint le groupe et quelques mois plus tard, ils enregistrent leur sixième album Marca registrada.

### Départ de Puchetta et arrivée de Tapari (2002—2008)
Après avoir sorti l'album Marca Registrada en 2002, Ariel Puchetta décide de quitter le groupe pour commencer sa nouvelle carrière en tant que soliste, et plus tard, avec Maury et Sergio Aranda, ils forment le groupe de cumbia La Otra Dimensión. Une fois cette décision prise, ils commencent à chercher une nouvelle voix pour le groupe. De nombreux aspirants se sont présentés pour prendre la place de Puchetta, et c'est le chanteur et ex-participant de l'émission de télé-réalité PopStars Rodrigo Tapari, âgé de 18 ans, qui est choisi. En 2004, le groupe retourne se produire à nouveau. Cette année, le groupe effectue une nouvelle tournée au Chili. C'est là que le claviériste et pianiste Damián « Moroco » Morel, frère d'Omar et ancien membre du groupe de cumbia Red, rejoint également le groupe ; il est membre du groupe jusqu'en 2007 et reviendra en 2017 en tant que musicien invité. Cette année-là, Vuela, le premier album du groupe avec Rodrigo, sort.
En 2005, ils effectuent une tournée d'été dans ce pays, le reste de l'année en Argentine et de juin à septembre en Europe. Dès leur retour, ils commencent à enregistrer leur nouvel album, Dueños del viento, qui est sorti en janvier 2006 au Chili, puis en mars en Argentine et plus tard en Espagne. La même année, Sergio Aranda quitte le groupe pour former plus tard le groupe La Otra Dimensión.

### Dernières productions avec Tapari (2009-2017)
En 2009, le groupe sort Señales, où l'on peut entendre la chanson No te vayas. Quelque temps plus tard, ils sortent leur deuxième album live et leur premier DVD live, En vivo en España. Plus tard, ils sortent leur nouvel album intitulé Historia 1 et sortent finalement l'album Una cerveza, la dernière production du groupe avec Rodrigo.
Des années plus tard, en commémoration de leur dix-huitième année de carrière, ils publient sur leur chaîne YouTube officielle leur nouvelle vidéo et leur nouvelle chanson intitulée Una cerveza, la première version du clip vidéo est filmée dans la ville de Saint-Jacques-de-Compostelle, en Galice, en Espagne. Ils participent au Chili en tant que groupe invité à l'édition 2016 des Copihue de Oro Awards et à l'édition 2017 du concours de musique chilien La Gran Noche de la Corazón.
En novembre 2017, Rodrigo Tapari quitte le groupe pour commencer sa carrière musicale en tant qu'artiste solo.

### Retour d'Ariel Puchetta (depuis 2018)
Après le départ de Tapari, un mois plus tard, le groupe annonce le retour de son ex-vocaliste Ariel Puchetta et de son ex-claviériste Mauricio « Maury » Juárez. Pendant ce temps, le groupe sort une nouvelle reprise de la chanson Una cerveza.
En 2019, ils sortent leur premier double album Ráfaga, el regreso, leur septième album en tant que formation originale. Le premier album comprend de nouvelles chansons, notamment une reprise de La Ladrona, une chanson des années 1980 de l'auteur-compositeur-interprète argentin Diego Verdaguer ; et le second contient leur concert live du Teatro Ópera, en Argentine.
En 2020, en raison de la pandémie de Covid-19 dans le monde, le groupe sort sa reprise de la chanson Resistiré, une reprise du groupe espagnol Dúo Dinámico. Quelques mois plus tard, ils ressortent la chanson Volver a empezar, cette fois, dans une version cumbia et en duo avec l'auteur-compositeur-interprète Alejandro Lerner, qui sera l'interprète original de cette chanson. La même année, le groupe officialise son premier concert en ligne et, à partir de décembre de la même année.

## Discographie

### Albums studio
- 1996 : Soplando fuerte
- 1997 : Sobrevolando América
- 1999 : Imparables
- 2000 : Un fenómeno natural
- 2001 : Otra dimensión
- 2002 : Marca registrada
- 2004 : Vuela
- 2006 : Dueños del viento
- 2009 : Señales
- 2014 : Historia 1
- 2016 : Una cerveza
- 2019 : El regreso (Ráfaga, el regreso)

### Albums live
- 1999 : En vivo en el estadio de Chile
- 2011 : En vivo en España

### Compilations
- 2003 : Lo mejor de Ráfaga

### DVD
- 2004 : DVD videos Ráfaga

## Distinctions
| Année | Prix                     | Catégorie                | Nomination     | Résultat | Réf.  |
| ----- | ------------------------ | ------------------------ | -------------- | -------- | ----- |
| 2000  | Festival de Viña del Mar | Mouette de platine       | Ellos mismos   | Lauréat  |       |
| 2001  | Festival de Viña del Mar | Mouette de platine       | Ellos mismos   | Lauréat  | [ 1 ] |
| 2001  | Festival de Viña del Mar | Mouette d'or             | Ellos mismos   | Lauréat  | [ 1 ] |
| 2000  | Gardel                   | Meilleur groupe tropical | Ellos mismos   | Lauréat  | [ 2 ] |
| 2001  | Gardel                   | Meilleur groupe tropical | Ellos mismos   | Lauréat  | [ 2 ] |
| 2002  | Gardel                   | Meilleur groupe tropical | Ellos mismos   | Lauréat  | [ 2 ] |
| 2003  | Gardel                   | Meilleur groupe tropical | Ellos mismos   | Lauréat  | [ 2 ] |
| 2005  | Gardel                   | Meilleur groupe tropical | Meilleur album | Lauréat  | [ 8 ] |